# Crisis feudal
Se le conoce como crisis del feudalismo a la transición del sistema de organización feudal al sistema capitalista, producto de factores políticos, sociales, económicos y demográficos; dichos factores se resumen en: crisis demográfica, crisis ideológica y la monetización de las relaciones económicas.
La crisis tuvo sus orígenes en los primeros años del siglo XIV, en los cuales se presentaron movilizaciones en países que permanecían apartados o separados  como Polonia y Bohemia. Es visible un estancamiento porque, a pesar de no existir un retroceso en términos de desarrollo económico, el progreso fue muy lento.
Esto, aunado a la mezcolanza entre el ansia y la inconformidad de la población, basada en las relaciones sociales tan estratificadas, ocasionaron la interrupción de la expansión en el comercio exterior. 
Por otro lado, hubo un importante decrecimiento de la densidad de población como consecuencia de la hambruna de 1315 a 1317 y la “Peste negra” de 1348, sucesos históricos que ocasionaron el aumento de la tasa de mortalidad y la reducción de la tasa de natalidad, provocados por la carencia de alimentos, relacionada con los cambios climatológicos, la falta de servicios sanitarios y la congestión de ciudades y pueblos.

## Crisis demográfica
La población europea en el año 1050 era de 46 millones, cantidad que fue en aumento hasta llegar a 73 millones en el año 1300.
Siglos previos al XIII, la tala de bosques era constante; no obstante, a finales del siglo XIII, tanto la deforestación como el crecimiento demográfico se estancaron. Desde el siglo XIII hasta el XIV Europa fue testigo de importantes cambios climatológicos; los inviernos fueron más prolongados, fríos y húmedos en el Norte de Europa; el mar Báltico se congeló tres veces, mientras que en Alemania y Países Bajos las inundaciones incrementaron; el descenso en la temperatura fue tan significativo que también ríos como el Támesis y el Ródano se congelaron.
Las principales repercusiones sobre el cambio climático y la deforestación dada en siglos pasados fueron la erosión, la pérdida de la fertilidad del suelo, la maduración inconclusa de los productos agrícolas y la pérdida de ganado, factores que limitaron la oferta de alimentos. Lo anterior, sumado al exceso de población comparado con la cantidad de recursos y tecnología disponibles, estancaron la economía y provocaron tensión social. Durante este periodo, el incremento urbano y demográfico generó una demanda mayor de alimentos.
La mayor parte de los productos agrícolas subieron, mientras que, al reducirse considerablemente la oferta de empleos en comparación con la mano de obra existente, el nivel salarial se vio afectado y la relación entre el Señor feudal y el siervo tuvo un giro importante; el señor feudal prefirió otorgar un salario al siervo, para que el costo por mantenerlo fuera menor y para que él pudiera, en cambio, obtener ganancias derivadas de la venta de la cosecha realizada por su trabajador.
Para 1317, abundantes lluvias estivales, es decir, precipitaciones que se dan durante el periodo de verano en forma de tormenta, dieron como resultado una sucesión de tres años de malas cosechas conocida como la Gran Hambruna de 1315-1317, en la cual se vio reflejada la escasez en la producción de alimentos; este acontecimiento tuvo un impacto considerable, puesto que tan solo en Ypres, una ciudad dedicada a los textiles y actual provincia de Bélgica, 2,794 cadáveres fueron enterrados por mandato del magistrado comunal, equivalente al 10% de su población total. Las tensiones sociales durante este periodo incrementaron, traducidos en brotes de violencia y levantamientos del sector agrícola hacia los señores y patronos, y ocasionados por el aumento de los impuestos en conjunto con los bajos niveles salariales.
Tres décadas después, con un impacto mayor en términos demográficos, la Peste Negra de 1348 hizo presencia en Europa y ocasionó la muerte de un tercio de la población existente de mediados del siglo XIV. Francia e Inglaterra fueron los países más afectados, mientras que en Hungría no hubo incidencia sobre esta enfermedad. Dicha enfermedad se propagó desde el continente asiático hasta la región báltica, siguiendo las rutas comerciales de los mercaderes italianos.
De acuerdo con cifras oficiales, se presentó la defunción de 750 personas en Givry de las 1800 existentes; en Toulouse, la de dos tercias partes de los canónigos; en Hamburgo, la de 16 de los 21 oficiales municipales, 12 de los 34 panaderos y 18 de los 40 carniceros. Entre el 25 y 35% de los habitantes de ciudades de mayor relevancia, tales como Florencia, Ypres, Lyon y Reims, perdieron la vida, no obstante, esta cifra aumentó hasta 70% en ciudades como Bremen.
Si bien durante las primeras dos décadas del siglo XIV el decremento de la población apenas comenzaba, luego de la peste bubónica que arrasó con gran parte de la población europea y redujo considerablemente la demanda de alimentos, la relación precio-salario tuvo un cambio radical; el precio de cereales y otros alimentos se redujo, mientras los salarios iban en aumento. Si bien el asalariamiento tuvo importantes resistencias en Europa Occidental, una vez que los salarios aumentaron el nivel de vida y el poder adquisitivo de los campesinos, las autoridades, sin éxito, trataron de establecer un control de salarios para evitar que su sistema de mando centralizado se viera afectado.

## Debate rural o urbano
Existe un debate entre la visión teórica urbana y la rural de la transición del feudalismo al capitalismo, sin embargo, los debates Dobb-Sweezy y Brenner desacreditaron la hipótesis que sostenía que la transición se debió a la expansión del comercio y la industria, sectores ajenos al feudal.
Del Río explica que Las investigaciones empíricas (desarrolladas entre 1950 y 1980) comprueban que bajo el marco jurídico-político-social feudal, en algunas partes de Europa hubo un importante crecimiento en la producción agrícola. Esto conllevó el desarrollo progresivo de una agricultura comercializada, generando la formación de clases sociales dentro del mismo estrato campesino. Por ejemplo, Labrousse demostraba que el campesinado francés se encontraba dividido en “jornaleros, propietarios y arrendatarios grandes, medios y pequeños”.
Por lo que respecta a Marx y Engels, en La ideología alemana centraba la transición del feudalismo al capitalismo en el “mundo urbano”. En el Manifiesto del partido comunista se señala que el modo de producción feudal imposibilitaba un desarrollo económico agrario importante. “El régimen feudal o gremial de producción que seguía imperando no bastaba ya para cubrir las necesidades que abrían los nuevos mercados […] pero los mercados seguían dilatándose, las necesidades seguían creciendo”.
Según Hilton, en la Baja Edad Media, en Inglaterra se desarrolló una agricultura comercializada que enriqueció a un sector del campesinado. Este sector más favorecido compró las tierras de los campesinos empobrecidos. Con esto se promovió el surgimiento del proletariado, ya que los campesinos ahora serían jornaleros, causando el fin de la servidumbre.

## Cambio ideológico
Landreth y Colander categorizan la historia en cuatro mecanismos que han resuelto los problemas de la escasez; fuerza bruta, tradición, instituciones del Estado e Iglesia.
A lo largo de esta época se experimentaron cambios en el pensamiento económico que resultaron en cambio dentro de la organización económica de la sociedad, donde la Iglesia era la institución social que asignaba los recursos en el mercado. Fue gracias a la misma que se alimentó, de forma indirecta, el capitalismo que finalmente desarrolló la economía escolástica.
La escolástica es una corriente ideológica donde la Iglesia en conjunto con los eruditos que habitaban en ella, al ser la institución con mayor influencia en la Edad Media, reunieron todo aquel conocimiento de las civilizaciones antiguas para direccionarlo al saber religioso y así ser aplicadas a actividades. Esto no se hacía con el objetivo de analizar la escasez en las actividades económicas sino para que la conducta económica empatara con el pensamiento religioso.
Además, aportó las ideas sobre economía de mercado para la transformación institucional a favor de la libertad de las enseñanzas religiosas que veían a la actividad económica de forma negativa (usura). Al mismo tiempo ayudó al desarrollo de una nueva ideología conocida como mercantilismo que llevó consigo la monetización de las relaciones donde el señor feudal se convierte en arrendatario al cobrar dinero por el uso de sus tierras a los que antes eran sus siervos, quienes ya no estaban atados a la tierra.

## Crisis en Bizancio
Los estados balcánicos de la Edad Media siguieron una evolución de tipo feudal determinada por condiciones históricas, desarrollando sus propios rasgos. Sin embargo, hay una clara semejanza entre el este y el oeste de Europa.
Con la muerte de Basilio II, en 1025, surge una lucha entre la aristocracia civil y la militar ya que la aristocracia terrateniente se apoderó del Estado y con ello, la dinastía Comneno establece la prónoia, es decir, establecieron concesiones de tierra a cambio de que el beneficiario se alistase como soldado con lo que se buscó nutrir las filas del ejército. El beneficiario se convertía en un señor feudal, ya que las tierras eran tan extensas por lo tanto era necesario que campesinos las trabajasen. Además, a partir de la toma de Constantinopla se acelera el proceso de feudalización bizantina.
Nicolás Svoronos establece que desde la época de los Comneno es cuando hay un cambio profundo en el espíritu bizantino, creando relaciones sociales análogas a las de Occidente y por lo tanto agudizando el proceso de feudalización. Entre estos cambios están la disminución progresiva de la población y la crisis en la economía rural que, más tarde, provocarían la crisis del feudalismo. Para Svornos, este fenómeno rebasa los límites de la lucha existente entre la dicotomía “nobleza civil-nobleza militar”, es decir, una pugna entre el Estado y la aristocracia.
Parece que asistimos a un esfuerzo de transformación de las estructuras estatales con el propósito de sostener el poder sobre bases sociales más grandes, al cual se opone la aristocracia terrateniente representada por su parte más poderosa, la casta militar.
La dinastía de los Comneno impidió el desarrollo de la burguesía, se remunera menos la función ejercida en interés del Estado que la fidelidad a la familia reinante. Asimismo, “mientras que en Europa occidental los señores presionaron a sus súbditos para que produjeran más, en Bizancio no existía la posibilidad de inversiones productivas”.